# Luci van Org

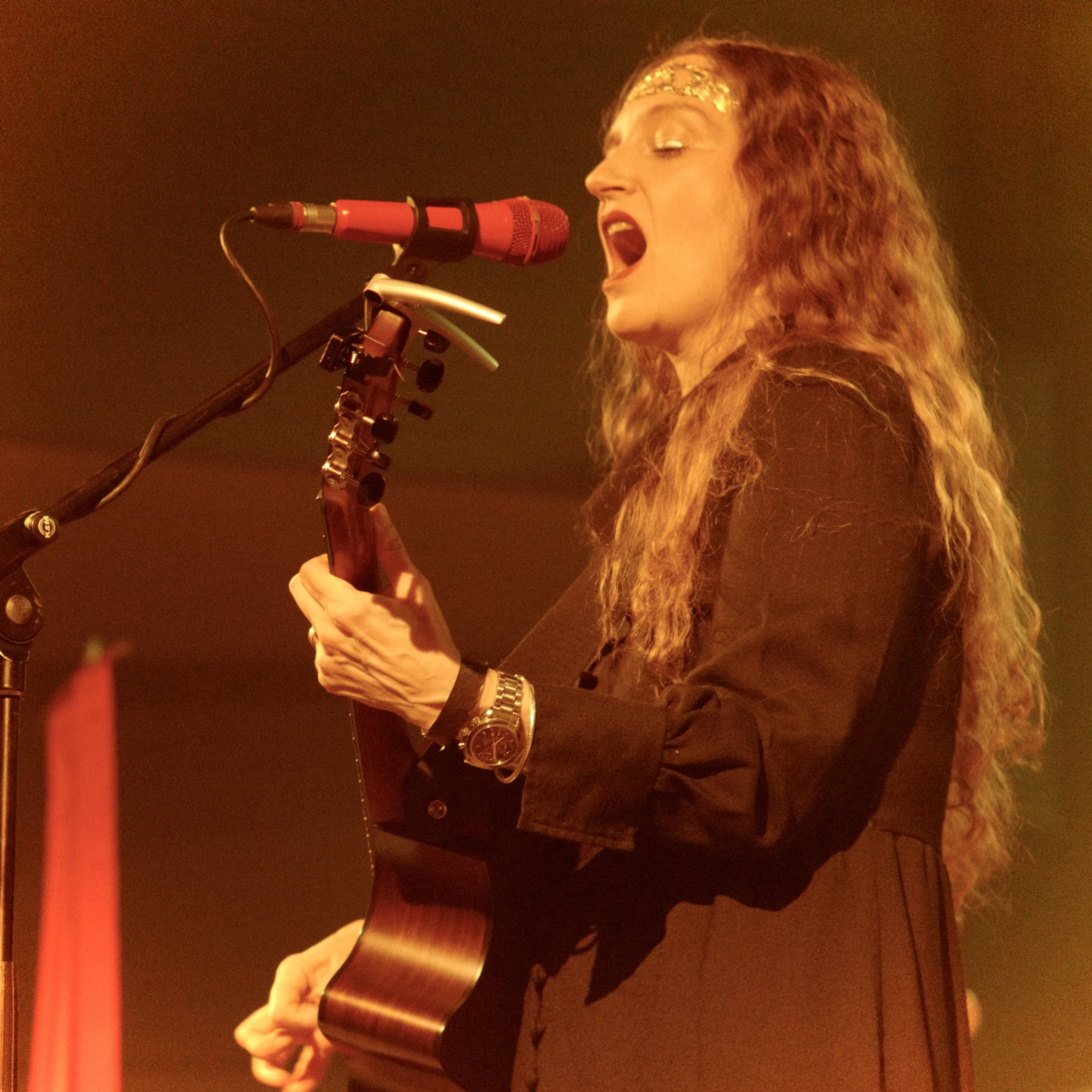
Luci van Org (2024)

Luci van Org (* 1. September 1971, bürgerlicher Name Ina Lucia Hildebrand, in West-Berlin) ist eine deutsche Musikerin, Moderatorin, Schauspielerin und Autorin.

## Leben
Luci van Org wurde im Berliner Bezirk Tempelhof-Schöneberg geboren. Van Org heiratete 2001 den Drehbuchautor, Regisseur und Schriftsteller Axel Hildebrand, mit dem sie einen Sohn (* 2004) hat.

### Projekte als Sängerin und Songwriterin
Anfang der 1990er Jahre war van Org als Eena aktiv; unter diesem Pseudonym entstand unter anderem der Song Gates of Eden aus der Filmkomödie Go Trabi Go von Peter Timm.
1993 gründete sie zusammen mit dem Produzenten Ralf Goldkind die Band Lucilectric, deren ersten beiden Studioalben Mädchen (1994) und Süß und gemein (1996) von Annette Humpe und Andreas Herbig produziert wurden. Ihre größten Erfolge hatte van Org in dieser Zeit mit ihren ersten beiden Liedern Mädchen, das bei der Echoverleihung 1995 in der Kategorie „Rock-Pop-Single des Jahres national“ gewann, und Hey Süsser, das 1994 ein Nummer-eins-Hit in Österreich wurde. Ebenso hatten Lucilectric mit den Singles Liebe macht dumm und Fernsehen Charterfolge. Nachdem das 1997 erschienene dritte Studioalbum Tiefer nicht an die vorhergehenden Erfolge anknüpfen konnte, löste sie die Band 1999 auf.

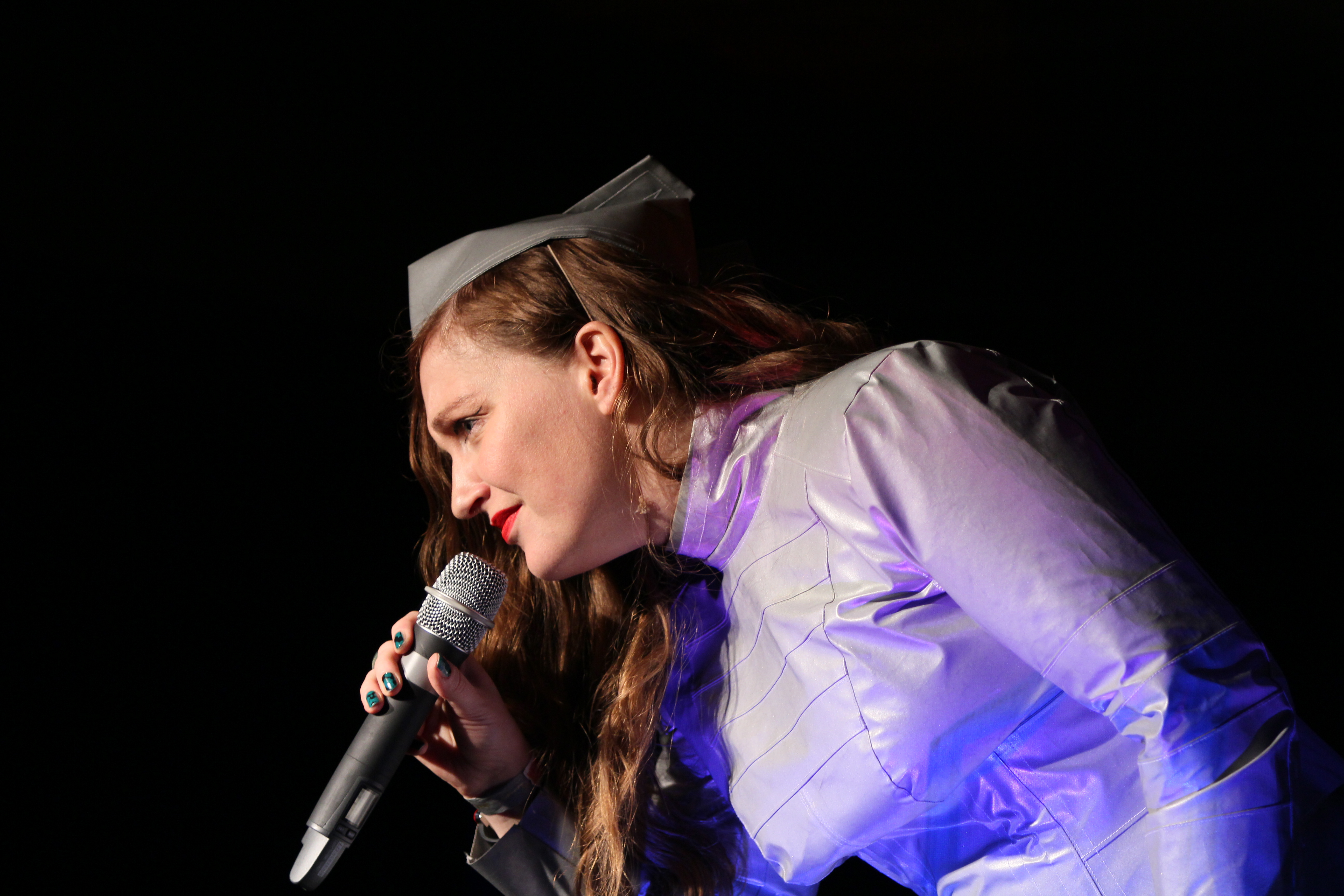
Luci van Org (2014)

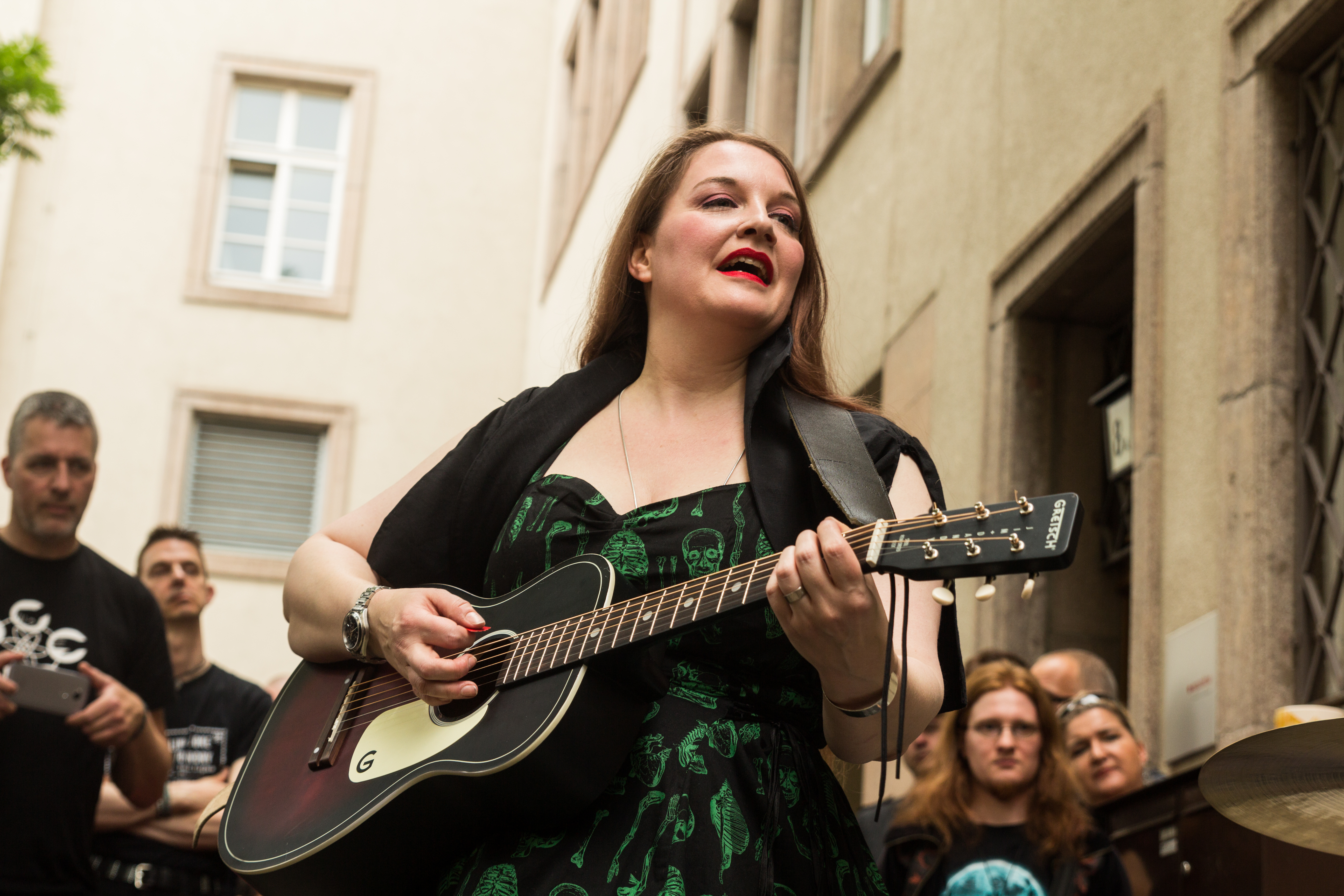
Luci van Org (2017)

Nach der Trennung von Lucilectric arbeitete sie mit ihrer Band Das Haus von Luci. Mit dieser Band veröffentlichte van Org die Alben Der verbotene Raum (2003) und Der Tod wohnt nebenan (2006, als Beilage zum Kurzgeschichtenband Der Tod wohnt nebenan). 2007 gründete sie die Band Üebermutter, die mit provozierenden Kostümen und Texten auf sich aufmerksam macht. Das erste Album Unheil, das sich dem Genre der Neuen Deutschen Härte zuordnen lässt, erschien im April 2008.
2010 gründete sie zusammen mit dem Schauspieler und Musiker Roman Shamov (Rummelsnuff, Weird Fishes) das Indie-Elektropop-Duo Meystersinger. Unabhängig von einer Plattenfirma, dafür mit teilweise finanzieller Unterstützung von Musikfans durch Crowdfunding brachte van Org 2012 das Album Trost sowie 2014 das Album Haifischweide auf den Markt. 2017 folgte das Album Frieden.
2013 schloss van Org sich für das Musikprojekt KiNG MAMI mit dem Schauspieler und Sänger Daniel Zillmann zusammen, einige Musikvideos wurden bereits veröffentlicht. Für ein kommendes Album werden Stücke im Studio aufgenommen, auf der Fotogena-Tour 2018/2019 der Band Laing war King Mami der Support.
2020 gründete van Org mit Lucina Soteira ein weiteres Musikprojekt, dessen Musik im New-Wave-Psychedelic-Bereich anzusiedeln ist und mit dem sie in unterschiedlichen Bandbesetzungen einer auf der Bühne stets maskierten Liveband unterwegs ist. Das Debütalbum Tempel wurde 2023 bei Foxy Records veröffentlicht, mittlerweile ist Lucina Soteira bei Dryland Records unter Vertrag.
Als Songwriterin schrieb van Org Texte und Songs unter anderem für Nena, Nina Hagen oder die Bands Eisblume, Terrorgruppe und Panda. Sie arbeitete als Musikproduzentin für die Band Panda und Katharina Saalfrank. 2016 nahm van Org ein Cover ihres Lucilectric-Songs Mädchen für das 2017 erschienene Debütalbum Panda Metal Party des Metal-Satire-Künstlers Sataninchen auf.

### Moderation und Schauspiel
Von 1994 bis 2004 war van Org Moderatorin der Sendungen Luci in the Sky, Blue Moon mit Luci und Soundgarden beim Radiosender Fritz. Als Schauspielerin wirkt sie in mehreren Kino- und Fernsehfilmen sowie Fernsehserien- und reihen. 1996 gab sie unter der Regie von Horst Königstein in der Titelrolle des Fernseh-Musicals Liane ihr Filmdebüt. Sie teilte sich die Rolle in den jüngeren Lebensjahren mit Ina Paule Klink (15 Jahre) und Annette Uhlen (ab 35 Jahren). 2001 übernahm sie in Berno Kürtens Filmkomödie Der Vamp im Schlafrock an der Seite von Gudrun Landgrebe und Walter Kreye die Rolle der Lisette Vronsky. 2002 hatte sie Gastrollen in den Serien Edel & Starck und In aller Freundschaft. 2004 spielte sie in der Kinder- und Jugendfernsehserie Schloss Einstein in drei Folgen der 7. Staffel die Rolle der Marga Ceclaire, die Managerin der Schülerband The Fourtunes. 

### Tätigkeit als Buchautorin
2002 veröffentlichte van Org ihre erste Kurzgeschichte in der Anthologie Taxigeschichten im dtv-Verlag, 2006 erschien ihr erster Kurzgeschichtenband Der Tod wohnt nebenan im Parthas Verlag. 2013 erschien ihr Debüt-Roman Frau Hölle, 2015 Schneewittchen und die Kunst des Tötens, 2017 Die Geschichten von Yggdrasil. Das kleine Familienbuch der nordischen Sagen, 2019 Vagina dentata und 2023 Wir Fünf und ich und die Toten.

### Tätigkeit als Drehbuchautorin
2007 gab van Org mit der allerersten Folge der ZDF-Polizeiserie Notruf Hafenkante mit dem Titel Zeugnistag ihr Debüt als Drehbuchautorin. Im Jahr darauf verfasste sie das Drehbuch zu zwei Folgen der ARD-Krankenhausserie In aller Freundschaft. Zusammen mit dem Schauspieler Andreas Schmidt schrieb van Org das Theaterstück Die 7 Todsünden oder die Hochzeit der Wetterfee, das am 26. November 2006 im Theater am Kurfürstendamm in Berlin uraufgeführt wurde. 
2011 verfasste van Org zusammen mit Ziska Riemann das Drehbuch zum Kinofilm Lollipop Monster und zeichnete für das Drehbuch zur ZDF-Kultur-Miniserie Heim Herd Hund verantwortlich. Zwischen 2017 und 2019 schrieb sie 11 Folgen für die ARD-Krimiserie WaPo Bodensee. Von 2019 bis 2023 verfasste sie einzelne Drehbücher für die ZDF-Serie Letzte Spur Berlin (Staffel 8, Folge 4 und 12, Staffel 11, Folge 4, Staffel 12, Folge 8). In den Jahren 2020 und 2021 schrieb sie das Drehbuch von drei Folgen der RTL-Serie Der Lehrer. Im März 2021 wurden die Folgen 15 und 16 der Krimiserie WaPo Berlin im Ersten ausgestrahlt, für die sie gemeinsam mit ihrem Ehemann die Drehbücher schrieb. Ebenso für die Folge 24, die im April 2022 gesendet wurde. Hier spielte van Org zudem eine der Episodenhauptrollen. Seit 2022 schreibt sie auch für die ZDF-Reihe Lena Lorenz (Folgen Baby auf Probe, Fels in der Brandung, Flaschenkind) und seit 2023 für die Krimiserie SOKO Leipzig (Folgen Keine Rettung, Panzer, Elfenkönigin, Die Unsichtbaren, Schwarz ist alle Farben).

## Filmografie

### Filme
- 1996: Liane
- 1999: Latin Lover
- 2000: Schrott – Die Atzenposse
- 2000: Gesteinigt – Der Tod der Luxuslady
- 2001: Der Vamp im Schlafrock
- 2002: Führer Ex
- 2011: Lollipop Monster (Co-Drehbuch mit Ziska Riemann und Nebenrolle als Kunstlehrerin)
- 2019: Electric Girl (Co-Drehbuch mit Ziska Riemann, Dagmar Gabler und Angela Christlieb)

### Fernsehserien
- 1998: Mama ist unmöglich (Staffel 2)
- 2000: Code Name: Eternity – Gefahr aus dem All (1 Folge)
- 2002: Edel & Starck (eine Folge)
- 2002: In aller Freundschaft (Folge 148: Rivalitäten)
- 2004: Balko (eine Folge)
- 2004: Schloss Einstein (3 Folgen)
- 2011: Heim Herd Hund (6 Folgen)
- 2017–2019: WaPo Bodensee (Drehbuch 11 Folgen)
- 2019: Letzte Spur Berlin (Staffel 8 / Drehbuch Folgen 4 und 12)
- 2020: Der Lehrer (Drehbuch 1 Folge)
- 2021: WaPo Berlin (Co-Drehbuch Folgen 15 und 16)
- 2022: Lena Lorenz: Baby auf Probe (Drehbuch)
- 2022: Letzte Spur Berlin (Staffel 11 / Drehbuch Folge 4)
- 2022: WaPo Berlin (Co-Drehbuch und eine Episodenhauptrolle Folge 24)
- 2023: Lena Lorenz: Fels in der Brandung (Drehbuch)
- 2023: Letzte Spur Berlin (Staffel 12 / Drehbuch Folge 8)
- 2023: SOKO Leipzig: Keine Rettung (Drehbuch)
- 2023: SOKO Leipzig: Panzer (Drehbuch)
- 2024: SOKO Leipzig: Elfenkönigin (Drehbuch)
- 2024: Lena Lorenz: Flaschenkind (Drehbuch)
- 2024: SOKO Leipzig: Die Unsichtbaren (Drehbuch)
- 2024: SOKO Leipzig: Schwarz ist alle Farben (Drehbuch)
- 2025: Lena Lorenz: Blinder Passagier (Drehbuch)

## Diskografie
als Eena
- 1990: 18 so What (Single)
- 1990: Gates of Eden (Single und Soundtrackbeitrag zu Go Trabi Go)
- 1992: Welcome to the Sun (Single)

als Lucilectric
- 1993: Mädchen (Single)
- 1994: Hey Süsser (Single)
- 1994: Mädchen (Album)
- 1994: Warum? (Single)
- 1996: Süß und gemein (Album)
- 1996: Kondom des Grauens (Single)
- 1996: Liebe macht dumm (Single)
- 1996: Fernsehen (Single)
- 1997: Tiefer (Album)
- 1997: Bye-Bye (Single)

Luci van Org
- 1999: Waterfalls (Single)
- 2000: No Endless Summer (Single; Plewka feat. Luci van Org)[10]
- 2010: Notaufnahmen (Album mit Coversongs in dem Buch Notbuch)

mit Das Haus von Luci
- 2003: Der verbotene Raum (Album)
- 2006: Der Tod wohnt nebenan (Album mit gleichnamigen Buch)

mit Üebermutter
- 2007: Heim und Herd (Promo-Single)
- 2008: Unheil (Album)[11]
- 2008: Wein mir ein Meer (Single)

mit Meystersinger
- 2012: Trost (Album)
- 2014: Haifischweide (Album)
- 2017: Frieden (Album)

als Lucina Soteira
- 2020: Safe (Single)
- 2020: O Caligo (Single)
- 2021: Amor Vincit Omnia (Single)
- 2021: Mein Wille (Single)
- 2023: Pure Love (Single)
- 2023: Tempel (Album)

Kooperationen
- 1998: die Lieder Heimatfront und 6060-842 mit der Deutschpunkband Terrorgruppe auf dem Album Keiner hilft euch
- 2016: Sataninchen
- 2018: Fuþark auf Rituals mit Eirð
- 2020: Coverversion von Nein, meine Söhne geb’ ich nicht als Mitglied bei Reinhard Mey & Freunde
- 2020: Nicht mehr als Freunde[12] mit ÉASY
- 2022: Mädchen Mädchen mit Yaenniver

## Bücher
- 2006: Der Tod wohnt nebenan (Parthas Verlag)
- 2010: Notbuch mit „Notaufnahmen“: Der Überlebensratgeber (mit Michael Kernbach, Carlsen Verlag)
- 2013: Frau Hölle (UBooks-Verlag, ISBN 978-3-939239-21-5.)
- 2015: Schneewittchen und die Kunst des Tötens (UBooks-Verlag, ISBN 978-3-944154-32-9.)
- 2017: Die Geschichten von Yggdrasil – das kleine Familienbuch der nordischen Sagen (Edition Roter Drache, ISBN 978-3-946425-18-2.)
- 2019: Vagina dentata (Edition Roter Drache, ISBN 978-3-946425-64-9.)
- 2023: Wir Fünf und ich und die Toten (Edition Outbird, ISBN 978-3-948887-51-3.)